# Paradox Blue
Paradox Blue (パラドクス・ブルー?, Paradokusu Burū) è un manga giapponese pubblicato da GP Publishing, scritto da Nini e disegnato da Tatsurou Nakanishi.

## Trama
"Vedere un angelo scendere dal cielo deve essere un'esperienza...entusiasmante". Questo è quello che pensavano Blue Cristia Himekawa, Sojuro Hijiri, Ai Kojou, Tatsuya Shindo e Tetsuo Koda prima che arrivassero i paradossi, ovvero indovinelli ed enigmi ai quali questi cinque ragazzi vengono sottoposti dagli angeli stessi. L'obiettivo dei protagonisti è quello di risolvere il puzzle degli angeli e ottenere le loro ricompense, cercando di evitare il fallimento e la relativa punizione divina.

## Volumi
| Nº | Data di prima pubblicazione | Data di prima pubblicazione | Data di prima pubblicazione | Data di prima pubblicazione |
| Nº | Giapponese                  | Giapponese                  | Italiano                    | Italiano                    |
| -- | --------------------------- | --------------------------- | --------------------------- | --------------------------- |
| 1  | 10 aprile 2009              | ISBN 978-4-86127-618-7      | 8 agosto 2010               | ISBN 978-88-6468-115-3      |
| 2  | 10 settembre 2009           | ISBN 978-4-86127-650-7      | 28 ottobre 2010             | ISBN 978-88-6468-116-0      |
| 3  | 10 febbraio 2010            | ISBN 978-4-86127-698-9      | 27 maggio 2011              | ISBN 978-88-6468-117-7      |
| 4  | 10 agosto 2010              | ISBN 978-4-86127-756-6      | 16 febbraio 2012            | ISBN 978-88-6468-573-1      |
| 5  | 10 febbraio 2011            | ISBN 978-4-86127-820-4      | 5 aprile 2012               | ISBN 978-88-6468-733-9      |